# Vila Chã do Monte
Vila Chã do Monte é uma aldeia pertencente à freguesia de Boa Aldeia, Farminhão e Torredeita, do Distrito de Viseu, em Portugal. Tem 0,4 quilómetros quadrados e, segundo o censo de 2011, tinha 189 habitantes.